# Eide kommun, Aust-Agder
Eide kommun (norska: Eide kommune) var en kommun i Aust-Agder fylke i södra Norge. Kommunen omfattade den sydligaste delen av nuvarande Grimstads kommun (samt ett mindre område i Lillesands kommun). Byn Eide utgjorde kommunens centralort.

## Administrativ historik
Eide kommun upprättades den 1 januari 1838 (som Eide formannskapsdistrikt) när Formannskapslovene från 1837 trädde i kraft.
Den 1 januari 1962 upplöstes kommunen och delades. Huvuddelen (med 504 invånare) fördes till dåvarande Landviks kommun (sedan 1971 en del av Grimstads kommun) medan en mindre del (Gitmarkgårdarna med 22 invånare) fördes till Lillesands kommun.

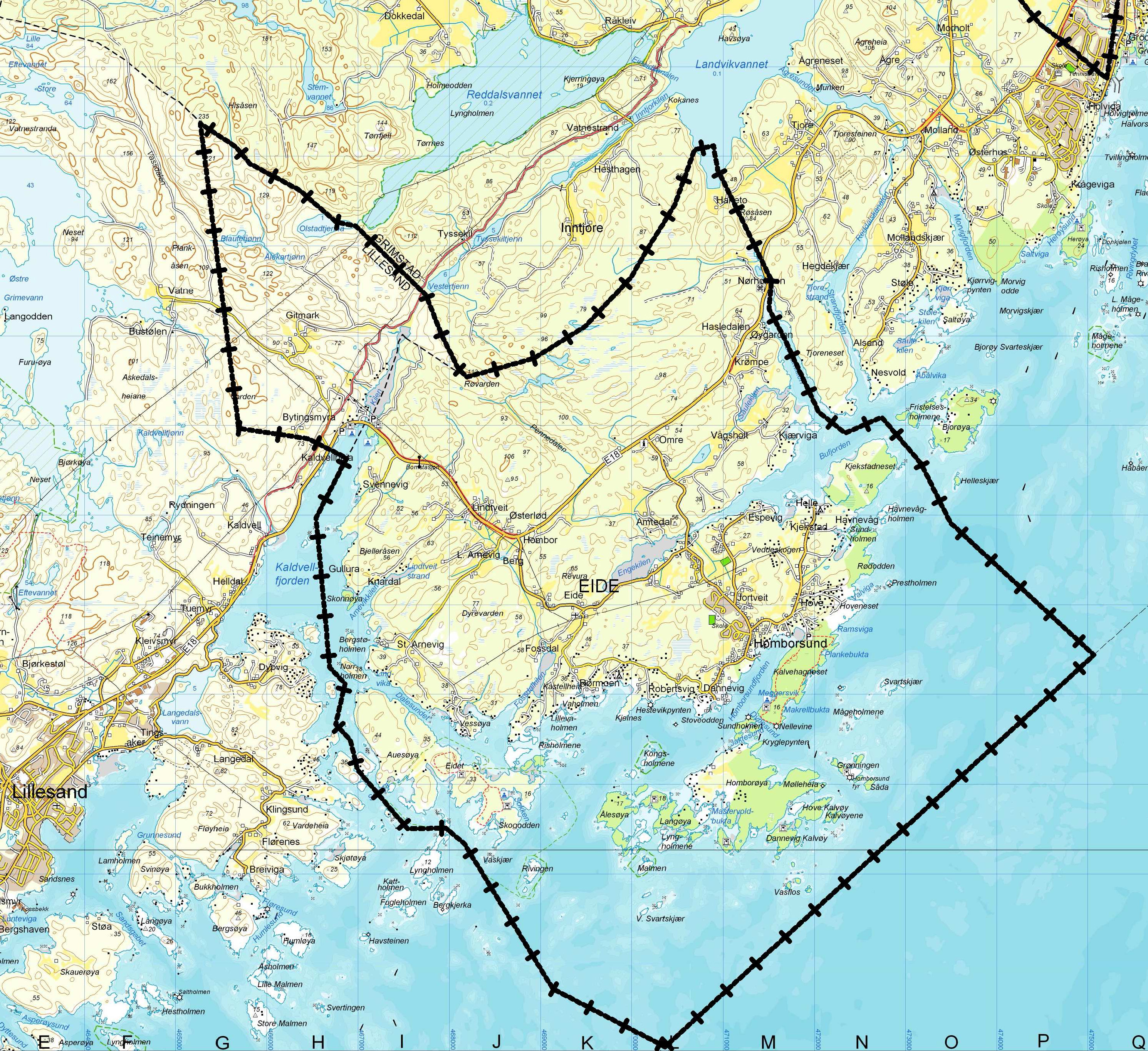
Karta över den tidigare kommunen. Området i nordväst (Gitmarkgårdarna) tillhör idag Lillesands kommun medan det övriga området tillhör Grimstads kommun.